# Протести в Армения (2018)
Различни политически и граждански групи, ръководени от депутата Никол Пашинян (ръководител на партия Граждански договор), организират антиправителствени протести в Армения през 2018 г., наречени „Мержир Сержин“ (на арменски: Մերժիր Սերժին или „отхвърли Серж“). Протестите са против Серж Саркисян, който е избран за трети пореден мандат като най-влиятелната фигура в правителството на Република Армения.
На 23 април 2018 г., Серж Саркисян заявява: „Сгреших, Никол Пашинян е прав“ и подава оставка.

## Номинация
Демонстрациите и протестите започват през март 2018 г., когато членове на Републиканската партия не изключват възможността да номинират Серж Саркисян за поста на министър-председателя. Протестиращите обещават да блокират централата на партията на 14 април, когато лидерите ще се съберат, за да номинират официално Саркисян за премиер. Републиканската партия провежда срещата си извън столицата Ереван и единодушно гласува официално да определи Саркисян за поста министър-председател на Армения. Коалиционният партньор – Арменска революционна федерация изразява подкрепата си за решението на управляващата Републиканска партия.

## Протестите
Около 100 протестиращи остават за цяла нощ на френския площад след първия ден на протестите, а в събота вечерта има еднакъв брой, някои спят в палатки, други се събират около огньове. От неделя сутринта арменската полиция не полага усилия да разтури демонстрациите.
В понеделник, 16 април, кампанията „Take a step, Reject Serzh“ започва действия за гражданско неподчинение. На 17 април, денят, в който е насрочен изборът на премиера, протестиращите възнамеряват да блокират входа на сградата на Народното събрание, за да предотвратят провеждането на гласуването. Части на полицията за борба с бунтовете ги спират да се придвижват по-близо към сградата на Народното събрание.
След избирането за нов премиер на бившия президент Серж Саркисян, протестите продължават да се разрастват, въпреки стотиците хора, задържани от полицията. В отговор, министър-председателят иска от правителството да вземе обратно президентското имение, което му дарява преди няколко седмици. Тълпите достигат 50 000 души в нощта на 21 април, с безброй спорадични затваряния на улици в столицата, които също започват да се разпространяват в цялата страна.
С нарастването на тълпата, новият премиер неколкократно призовава за разговори с лидера на протестното движение Никол Пашинян, въпреки че Пашинян заявява, че е готов само да обсъди условията за оставката на премиера. След като митинг на Пашинян е посетен от арменския президент на 21 април за кратък разговор с Пашинян, той се съгласява да се срещне с министър-председателя в 10:00 часа сутринта на 22 април, заявявайки, че той смята, че темата ще бъде оставката на Серж Саркисян.
Срещата, която трае само три минути, не успява да постигне нищо, а Саркисян излиза от нея и обвинява опозицията в „изнудване“. По време на срещата, Саркисян моли Пашинян да не говори от името на народа и да не отправя ултиматуми на правителството, предвид ниското ниво на подкрепа за неговия политически съюз (под 10% от гласовете).
Непосредствено след срещата, Пашинян ръководи група от привърженици от мястото на срещата на републиканския площад, по време на дълъг поход по улиците Tigran Mets и Artsakh до окръг Еребуни, където се среща с полицията и е задържан. Протестите продължават из целия град.